# 和歌山県道191号江川小松原線
和歌山県道191号江川小松原線（わかやまけんどう191ごう えがわこまつばらせん）は、和歌山県日高郡日高川町から御坊市に至る一般県道である。

## 概要
日高郡日高川町大字江川から御坊市湯川町小松原に至る。

### 路線データ
- 起点：和歌山県日高郡日高川町大字江川（和歌山県道25号御坊中津線交点）
- 終点：和歌山県御坊市湯川町小松原（小松原交差点、国道42号交点、和歌山県道24号御坊由良線起点）
- 実延長：8.480 km

## 路線状況

### 重複区間
- 和歌山県道192号玄子和佐線（日高郡日高川町大字和佐 - 日高郡日高川町大字入野）
- 和歌山県道26号御坊美山線（日高郡日高川町大字土生・日高川町役場前交差点 - 日高郡日高川町大字土生）
- 和歌山県道27号日高印南線（御坊市藤田町藤井）
- 和歌山県道190号玄子小松原線（御坊市藤田町吉田 - 御坊市湯川町小松原）
- 和歌山県道185号御坊停車場線（御坊市湯川町小松原）

### 道路施設

#### 橋梁
- 入野橋（日高川、日高郡日高川町）
- 入野跨線橋（紀勢本線、日高郡日高川町）

## 地理

### 通過する自治体
- 和歌山県
  - 日高郡日高川町 - 御坊市

### 交差する道路
| 交差する道路                                           | 市町村名 | 市町村名 | 交差する場所 | 交差する場所         |
| ------------------------------------------------------ | -------- | -------- | ------------ | -------------------- |
| 和歌山県道25号御坊中津線 和歌山県道27号日高印南線 重複 | 日高郡   | 日高川町 | 大字江川     | 起点                 |
| 和歌山県道193号船津和佐線                              | 日高郡   | 日高川町 | 大字和佐     |                      |
| 和歌山県道192号玄子和佐線 重複区間起点                 | 日高郡   | 日高川町 | 大字和佐     |                      |
| 和歌山県道192号玄子和佐線 重複区間終点                 | 日高郡   | 日高川町 | 大字入野     |                      |
| 和歌山県道26号御坊美山線 重複区間起点                  | 日高郡   | 日高川町 | 大字土生     | 日高川町役場前交差点 |
| 和歌山県道26号御坊美山線 重複区間終点                  | 日高郡   | 日高川町 | 大字土生     |                      |
| 和歌山県道27号日高印南線 重複区間起点                  | 御坊市   | 御坊市   | 藤田町藤井   |                      |
| 和歌山県道27号日高印南線 重複区間終点                  | 御坊市   | 御坊市   | 藤田町藤井   |                      |
| 和歌山県道190号玄子小松原線 重複区間起点               | 御坊市   | 御坊市   | 藤田町吉田   |                      |
| 和歌山県道190号玄子小松原線 重複区間終点               | 御坊市   | 御坊市   | 湯川町小松原 |                      |
| 和歌山県道185号御坊停車場線 重複区間起点               | 御坊市   | 御坊市   | 湯川町小松原 |                      |
| 和歌山県道185号御坊停車場線 重複区間終点               | 御坊市   | 御坊市   | 湯川町小松原 |                      |
| 和歌山県道176号井関御坊線                              | 御坊市   | 御坊市   | 湯川町小松原 | 斉橋交差点           |
| 国道42号 和歌山県道24号御坊由良線                      | 御坊市   | 御坊市   | 湯川町小松原 | 小松原交差点 / 終点  |

### 交差する鉄道
- 紀勢本線
- 紀州鉄道線

### 沿線
- 日高川町立丹生中学校
- 日高川
- 日高川町立川辺西小学校
- 日高川町役場
- JR西日本紀勢本線 道成寺駅
- 御坊市立藤田小学校
- 御坊市立湯川中学校
- 和歌山県立紀央館高等学校
- JR西日本紀勢本線・紀州鉄道線 御坊駅